# Lacaitaea calycosa
Lacaitaea es un género monotípico de plantas con flores perteneciente a la familia Boraginaceae. Su única especie, Lacaitaea calycosa, es originaria de China.

## Taxonomía
Lacaitaea calycosa fue descrita por (Collett & Hemsl.) Brand y publicado en Repertorium Specierum Novarum Regni Vegetabilis 13(352–354): 81–82. 1914.
Sinonimia
- Trichodesma calycosum Collett & Hemsl. basónimo